# Mestobregma
Mestobregma es un género de saltamontes de la subfamilia Oedipodinae, familia Acrididae, y está asignado a la tribu Psinidiini. Este género se distribuye en Estados Unidos y México.

## Especies
Las siguientes especies pertenecen al género Mestobregma:
- Mestobregma impexum Rehn, 1919
- Mestobregma plattei (Thomas, 1873)
- Mestobregma terricolor Rehn, 1919